# الحيل (الفجيرة)
الحيل هي منطقة متعددة الاستخدامات تقع في الجهة الجنوبية الغربية من إمارة الفجيرة في الإمارات العربية المتحدة، ويمر بالجانب الشمالي منها كل من شارع الفجيرة E84 وشارع الفجيرة E89، وتشتهر بأنها موطن لحصن الحيل أو قلعة الحيل الأثرية، وتحتضن المنطقة العديد من المباني السكنية التي تتضمن شقق متنوعة، بالإضافة إلى مدينة محمد بن زايد السكنية، وهو مشروع يتضمن أكثر من 1,100 فيلا أنيقة.

## معالمها
تحتوي المنطقة على قلعة الحيل والتي تعد من القلاع الاثرية في الفجيرة و التي بُنيت عام 1830، تقع عند سفح جبال الحجر قرب قرية الحيل، ويحيط بها منظر بانورامي للجبال وأشجار النخيل، حيث يمكنك التقاط مجموعة من الصور الرائعة. التصميم المعماري لحصن قلعة الحيل الفجيرة يتألف من وحدة بنائية على شكل مجمع سكني يضم قاعات للاجتماعات والاستقبال، إضافةً الى غرف النوم والمطبخ والمخازن وغيرها، كما ويحيط بالمجمع سور تتخلله فتحات للمراقبة ورمي الرصاص، أما مواد البناء المستخدمة في البناء، فكغيرها من قلاع الفجيرة، اعتُمد في بنائها على المواد المتوفرة في المنطقة، ومنها العروق الخشبية والجص والطين.

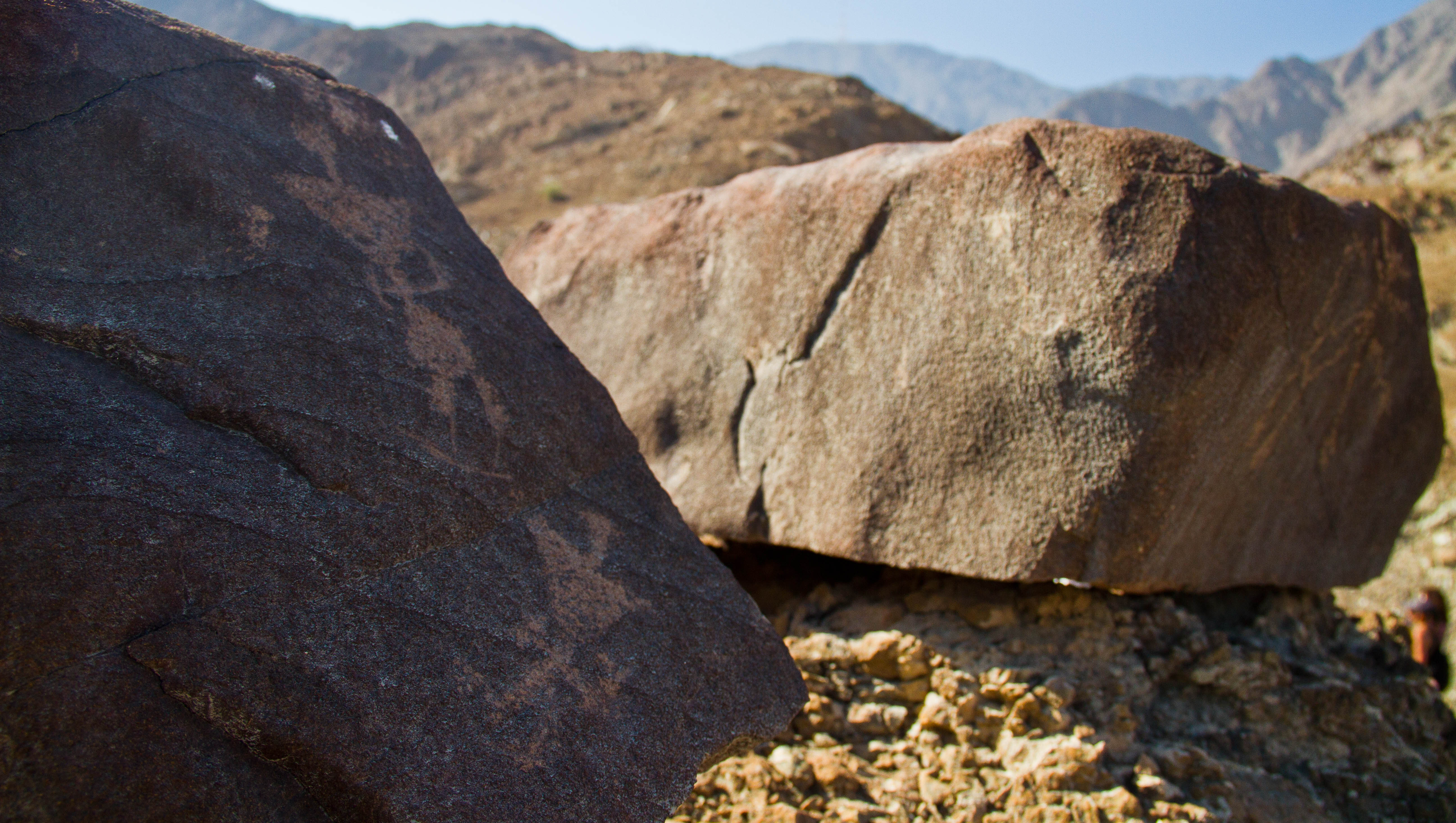
وادي الحيل

وتضم منطقة الحيل ايضاً سد وادي الحيل الذي يعد من المعالم البارزة في المنطقة، ويتميز بكونه ممر مائي يصل طوله إلى 15 كيلو متر.

## الحيل الجديدة
قبل أكثر من 25 سنة، وبعد أن قامت دولة الاتحاد بقيادة الشيخ زايد بن سلطان آل نهيان رئيس دولة الإمارات، ولما شعرت الحكومة بضيق المساحة على أهل القرية، وفرت الدولة لأهل البلاد مجموعة من المساكن الشعبية وأمرت ببناء مساكن جديدة لسكان الحيل ونقلهم من المنطقة الأثرية إلى المنطقة الحالية (الجديدة) وهي منطقة أقل انخفاضاً من القرية الأصلية والتي عنها 4 كيلومترات، وتضم المساكن الجديدة ويسكنها حوالي 300 شخص، واليوم لا تزال أعمال الإنشاء لبناء مجموعة جديدة بالقرية لتواكب هذه المساكن الزيادة المضطردة في عدد السكان وجميعهم من الكنود وجميعهم أقارب وأنساب وكأنهم عائلة واحدة ويشتهرون بالزراعة.